# L'Arlésienne (musiche di scena)
L'Arlésienne (l'Arlesiana) è una composizione di Georges Bizet destinata ad essere eseguita come musiche di scena dell'opera teatrale omonima che Alphonse Daudet trasse nel 1872 dal suo racconto del 1869.

## Storia
Léon Carvalho, nuovo direttore del Théâtre du Vaudeville, aveva in programma la rappresentazione di un lavoro teatrale in tre atti di Alphonse Daudet, L'Arlesienne, che lo scrittore aveva tratto da un suo racconto omonimo facente parte della raccolta di novelle Lettere dal mio mulino, scritta nel 1869. Poiché Carvalho considerava il dramma troppo tetro, cercando di mitigare la drammaticità del lavoro, chiese a Bizet di scrivere delle musiche di scena.
Sia Bizet sia Daudet furono entusiasti dell'idea; lo scrittore era un appassionato di musica e legò subito con il compositore, collaborando con lui agevolmente e diventando presto suo amico. Bizet finalmente poteva lavorare con un vero scrittore e non più con librettisti dalla scarsa capacità. Il musicista compose le musiche di scena per L'Arlesienne nell'estate del 1872 e, nonostante gli scarsi mezzi che l'impresario gli diede per realizzare il suo lavoro, riuscì a portare a termine un'opera di grande intensità ed eleganza. Purtroppo gli autori ebbero poco tempo per svolgere in modo accurato le prove e Bizet non approvò la recitazione degli attori, troppo plateali nei gesti. Quando fu rappresentato al Vaudeville di Parigi il primo ottobre successivo, il dramma fu nettamente disapprovato dal pubblico che si mostrò annoiato e per di più rise alle scene più drammatiche; anche la musica fu quasi del tutto ignorata. La critica musicale non tenne in considerazione il lavoro di Bizet; solo due giornali ne parlarono in modo positivo: il Journal des débats dove Ernest Reyer elogiò la notevole abilità musicale di Bizet e Le Temps con una critica positiva di Johannes Weber. Anche Jules Massenet ebbe parole di elogio per L'Arlésienne e, come aveva già fatto per Djamileh, scrisse i suoi apprezzamenti a Bizet in una lettera in cui gli suggeriva anche di riunire alcuni brani in una suite.
Bizet, rendendosi conto che ben difficilmente il lavoro di Daudet, con le sue le musiche di scena, avrebbero potuto essere riproposto con un qualche successo, accolse il suggerimento e si adoperò per riutilizzare quattro pezzi, strumentandoli per grande orchestra e arricchendoli di nuovi ed interessanti dettagli, realizzando la prima Suite de L'Arlesienne. Una seconda Suite fu realizzata nel 1879, dopo la morte di Bizet, dal suo amico Ernest Guiraud, che adottò metodi compositivi simili a quelli usati dal musicista scomparso. L'Arlesienne, nonostante il suo insuccesso iniziale sulle scene, è annoverata ormai da tempo tra le vette più alte del genere delle musiche di scena e le due suite fanno ormai parte regolare dei programmi concertistici mondiali.

## Argomento
La vicenda si svolge nella suggestiva regione francese della Camargue. Il personaggio centrale del dramma è Fédéri, giovanotto sensibile che vive nella sua fattoria con la madre Rose e il fratello minore Janet che è soprannominato "l'innocente" per via del suo ritardo mentale. Il giovane è follemente innamorato di una bellissima fanciulla di Arles (che non compare mai sulla scena) e si stanno preparando i festeggiamenti per il loro fidanzamento. All'improvviso Fédéri viene a sapere che l'Arlésienne è l'amante da più di due anni di Mitifio, guardiano della tenuta. Il giovane è sconvolto dalla scoperta fatta e viene consolato dalla madre; egli la rassicura che dimenticherà colei che lo ha tradito, ma in realtà la sua mente è scossa dall'avvenimento. Rose, per aiutarlo, incoraggia il fidanzamento del figlio con Vivette, una giovane dolce e semplice che è innamorata di Fédéri da lungo tempo. Il giorno prima del matrimonio con Vivette, il giovane incontra per caso Mitifio e si ridesta la sua folle passione per l'Arlésienne; durante la notte, mentre i paesani e i contadini danzano  e si divertono, Fédéri sale sul granaio e si getta da una finestra sfracellandosi al suolo. Il piccolo Janet, che aveva compreso la disperazione del fratello, alla sua morte ritrova improvvisamente la ragione.

## Analisi
Bizet seppe sfruttare l'elemento coloristico brillantemente, tramite l'impiego di antiche melodie che furono comunque trasformate e completamente assimilate nel nuovo contesto musicale. In questa musica scritta per il dramma di Daudet, vi si trova la vigorosa rappresentazione della gelosia, della passione e della disperazione.
Il compositore ha realizzato una partitura fortemente descrittiva che segue attentamente le vicende sulla scena; sono sempre i personaggi di Daudet con le loro azioni a ispirare al musicista le sue pagine; ogni momento è sottolineato, con particolare attenzione alle situazioni sentimentali e passionali. Così nel Prélude il tema della passione, destinata a essere fatale, è realizzata con un Allegro deciso di grande impatto. La Pastorale è invece espressa con un motivo ampio e intenso che al tempo stesso si apre a un ritmo di danza. L'Intermezzo, indicato con Andante moderato con moto, ha un aspetto melodioso ma anche solenne. I brani che costituiscono l'intera partitura sono ventisette, alcuni sono molto brevi, a volte di sole venti battute.
L'orchestrazione è degna di nota; Carvalho mise a disposizione dell'autore pochi elementi orchestrali, ma Bizet seppe sfruttarli in modo egregio, trovando nella scarsità uno stimolo per utilizzare al meglio i vari timbri.

## Organico
L'organico orchestrale delle musiche di scena fu fornito da Carvalho al musicista, ma era assai scarso, solo ventisei strumenti in totale ed era costituito da: due flauti, oboe (con obbligo di corno inglese), clarinetto, due fagotti, sassofono contralto, due corni, tamburello basco, timpani, sette violini, viola, cinque violoncelli, due contrabbassi, pianoforte, armonium (per accompagnare i cori dietro le quinte).
L'organico delle suite è costituito da: due flauti, due oboi, due fagotti, due clarinetti, sassofono contralto, quattro trombe, tre tromboni, quattro corni, tamburo, tamburello basco, timpani, arpa e archi.

## Suite n. 1

### Movimenti
- I. Prélude, Allegro deciso
- II. Minuetto, Allegro giocoso (Il finale è leggermente più esteso che nella versione di scena.)
- III. Adagietto
- IV. Carillon,  Allegretto moderato

Si compone di quattro movimenti. Il primo è costruito su un antico tema popolare provenzale, Marcho dei Rei (La marcia dei re), una canzone natalizia ricordata anche come "Antica marcia di Turenne", usato nel corso dei secoli fra gli altri anche da Jean Baptiste Lully. Tale tema ricorrerà anche nella Farandole (quarto tempo della seconda suite). Il Minuetto presenta una linea melodica sinuosa; il terzo tempo, Adagietto, è di grande cantabilità ed eseguito dal suono nostalgico  degli archi. L'ultimo movimento di questa suite, invece, è chiamato Carillon poiché imita il suono delle campane di una chiesa, inizialmente attraverso una cellula ritmica sostenuta affidata ai corni e poi dalla cantabilità dei flauti.

## Suite n. 2

### Movimenti
- I. Pastorale, Andante sostenuto assai
- II. Intermezzo, Andante moderato ma con moto
- III. Minuetto, Andantino quasi allegretto
- IV. Farandole, Allegro deciso (tempo di marcia)

La seconda suite fu realizzata da Ernest Guiraud quattro anni dopo la morte del compositore; sebbene egli sia stato attento a seguire i metodi compositivi dell'amico, il lavoro non è risultato perfetto come la prima suite.
Il primo movimento, Pastorale, è affidato ai fiati che eseguono un tema di largo respiro; nella parte centrale è presente un Andantino dalla melodia garbata e seducente. L'Intermezzo propone un crescendo vigoroso di stampo operistico per poi stemperarsi in tonalità morbide; contiene un assolo di sassofono contralto in una delle sue prime apparizioni orchestrali. Il Minuetto (mutuato da una precedente opera di Bizet del 1866, La jolie fille de Perth) è affidato al flauto solista che interpreta un'aria accompagnato dall'arpa. La Farandole è strutturata sull'alternanza fra la Marche des rois e la canzone Danse du cheval fou» (temi popolari); danza caratteristica della Provenza, presenta un ritmo sostenuto realizzato dal tamburo che conferisce al brano un aspetto coinvolgente e festoso.